# Песчанка Джеймса
Песчанка Джеймса (Dipodillus (Petteromys) jamesi  (лат.)) (в Международной Красной книге описан как Gerbillus jamesi) — вид грызунов подсемейства песчанковых. По-видимому, эндемик восточного побережья Туниса, известен по единственному описанному в 1967 году экземпляру. Положение таксона в систематике неоднозначно, может рассматриваться как синоним Gerbillus campestris.

## Таксономия
Видовое название jamesi виду дал британский зоолог Д. Л. Харрисоном в честь своего отца — орнитолога Джеймса Мориса Харрисона.
Поскольку описанный в 1967 году вид по-прежнему известен по единственному экземпляру, его положение в систематике считается неоднозначным (incertae sedis). Справочник Mammal Species of the World (3-е издание, 2005 год) относит его к роду короткохвостые песчанки (Dipodillus), подрод Peterromys, а в Международной Красной книге он значится как представитель рода карликовые песчанки (Gerbillus). Приводится также мнение зоолога Стефана Оланье, что этот вид на самом деле является синонимом вида Gerbillus campestris.

## Внешний вид
Голотип внешне значительно отличается от распространённой на востоке Туниса прибрежной песчанки (Dipodillus simoni). Основные отличия - длинный хвост с кисточкой, длина которого превосходит длину всего остального тела вместе с головой, и бо́льшие относительно размеров тела задние лапы. Отмечаются также отличия в окраске и строении черепа.
Мелкая, изящно сложенная песчанка. Общая длина голотипа с хвостом 184 мм. Хвост значительно превосходит по длине остальное тело с головой (105 мм) и оканчивается чётко выраженной кисточкой длиной около 10 мм. Ступни задних лап большие, с полностью голыми подошвами, дымчато-серые сзади. Шерсть очень тонкая, мягкая, длина шерстинок средняя (6,8 мм в середине спины), блестящая в отражённом свете. Окраска со стороны спины достаточно тёмная, красновато-песочная, пятнами видны свинцово-серые корни волос, придающие шерсти в целом сероватый оттенок. Бока и щёки светлее, охристо-палевого цвета. Брюхо, передние лапы и нижняя часть щёк белые до корней волос, с чётко видной границей между тёмными и белыми зонами вдоль боков. Хвост сверху серовато-бурый, снизу светлее, становясь серебристо-белым ближе к кончику, кисточка серая.
Череп маленький (максимальная длина черепа 25,2 мм), с укороченной мордой, черепная коробка раздутая и закруглённая в задней части. Уши узкие и длинные (длина у голотипа 14,8 мм), снаружи бурые, на кончиках дымчато-серые, с бахромой из бурой шерсти по передней кромке, изнутри покрыты мелкими белыми волосками. Белые пятна есть у основания ушей сзади, но не в заглазничной части головы.

## Ареал и охранный статус
Вид описан по единственному экземпляру, пойманному на восточном побережье Туниса между Буфишей и Энфидой, в нескольких километрах к югу от Хаммамета в сентябре 1966 года. Поскольку с тех пор не было найдено более ни одного представителя данного вида и его таксономическое положение считается неоднозначным, его охранный статус в Красной книге изменился в 2004 году: если в 1996 году он значился как вид, вызывающий наименьшие опасения, то с 2004 года — как вид, для оценки угрозы которому недостаточно данных.